# Berufsverband Kommunikationsdesign
Der Berufsverband Kommunikationsdesign (BDG) ist ein Berufsverband für Grafikdesigner und Kommunikationsdesigner in der Rechtsform eines eingetragenen Vereins mit Sitz in Berlin.
Zweck des Berufsverbandes ist die Wahrung und Förderung der berufsständischen Belange und Interessen aller qualifiziert ausgebildeten und professionell tätigen Grafik- und Kommunikationsdesigner in Deutschland. Der BDG ist Mitglied im Deutschen Designtag und im Verein 100 Beste Plakate Deutschlands.

## Geschichte
Der Verband wurde am 3. Mai 1919 unter anderem von Max Hertwig, Jupp Wiertz und Hans Meyer als Bund der Deutschen Gebrauchsgraphiker gegründet und ist damit der erste deutsche Berufsverband für diese Berufsgruppe. 1968 wurde der Verband in Bund Deutscher Grafik-Designer umbenannt, um die sich ändernde Berufsbezeichnung seiner Mitglieder nebst der Änderung des Berufsbildes nachzuvollziehen. 2009 änderte der BDG seinen Namen in Berufsverband der deutschen Kommunikationsdesigner. Seit 2022 ist der Name erneut geändert in Berufsverband Kommunikationsdesign, um eine Geschlechtergerechtigkeit zu realisieren. 

### Geschichte zur Zeit des Nationalsozialismus
Der Bund der Deutschen Gebrauchsgraphiker wurde wie alle Berufsverbände Kulturschaffender in der Zeit des Nationalsozialismus in die Reichskulturkammer integriert. In der Zeitschrift Gebrauchsgraphik vom Juli 1933 schrieb O. H. W. Hadank über die 12. Bundestagung des Verbands am 2. Juli 1933:
„Mit diesem Geschäftsbericht möchte ich besonders auf die Vorarbeiten des Bundestages hinweisen, die das Ziel hatten, den Bund in allen seinen Organisationsteilen im Sinne der nationalen Erhebung gleichzuschalten. Diese Vorarbeiten wurden von dem alten Vorstand in Verbindung mit unserem Mitglied Herrn Pfund, als Vertreter des Kampfbundes für Deutsche Kultur, durchgeführt.“
Auf dieser 12. Jahrestagung des BDG traten die Vorstände O. H. W. Hadank, H. K. Frenzel, Egon Juda und Werner Beucke nach Entlastung von ihren Ämtern zurück. Unter den Augen der anwesenden „Ehrengäste“ Reichskommissar Hans Hinkel, Biebrach vom Reichsministerium für Volksaufklärung und Propaganda sowie Böttcher für die Reichsleitung des Kampfbundes für Deutsche Kultur wurde Paul Pfund zum Vorsitzenden des neu gewählten Vorstandes gewählt. Damit war der BDG dem Kampfbund für Deutsche Kultur angeschlossen. Nach Gründung der Reichskammer der bildenden Künste wurde der BDG organisatorisch in die Reichskulturkammer integriert. Das Gesetz über Wirtschaftswerbung vom 1. November 1933 besagte, dass „das gesamte öffentliche und private Werbungs-, Anzeigen, Ausstellungs-, Messe- und Reklamewesen zwecks einheitlicher und wirksamer Gestaltung der Aufsicht des Reiches unterliegt“.
Den weiteren Fortgang während der Zeit des Nationalsozialismus beschreibt Lutz Hackenberg in BDG 1919–1969, einer Sonderausgabe der BDG-Mitteilungen zum 60. Jahrestag des BDG: „Am 1. November 1933 wurde der Bund Deutscher Gebrauchsgraphiker e. V. als Fachverband für Gebrauchsgraphik in die Reichskammer der bildenden Künste aufgenommen (RGBl. I, Seite 797), das Reichskulturkammergesetz mit seinen Durchführungsbestimmungen galt als Bestandteil der Satzung des BDG. (…) Die Ausübung des Berufes war an eine Mitgliedschaft in der Reichskulturkammer geknüpft und somit nur über den BDG möglich (…) Bis zum März des Jahres 1936 fungierte der BDG als ‚offizieller Fachverband der Gebrauchsgraphiker‘, danach gab es nur noch die ‚Fachgruppe der Gebrauchsgraphiker‘ in der Reichskammer der bildenden Künste.“

## Präsidenten
- 1919–1924: Oskar Hermann Werner Hadank
- 1924–1925: Fritz Helmuth Ehmcke
- 1925–1930: Paul Winkler Leers
- 1930–1933: Oskar Werner Hermann Hadank
- 1933–1945: Paul Pfund
- 1948–1965: Eberhard Hölscher
- 1965–1967: Harald Gutschow
- 1967–1969: Roland Stigulinszky
- 1969–1973: Harald Gutschow
- 1973–1981: Rainer Schmidt
- 1981–1983: Uwe Horstmann
- 1983–1985: Wolfgang Baum
- 1985–1986: Klaus Kuhn
- 1986–1991: Wolfgang Baum
- 1991–1992: Klaus W. Karsten
- 1992–1993: Harald Gutschow
- 1993–1993: Heinrich Brandt
- 1993–1996: Christoph Laeis
- 1996–1998: Robert Horstmann
- 1998–2000: Martin Curilla
- 2000–2004: Jack Eichert
- 2004–2006: Arne Leichert
- 2006–2011: Henning Krause
- 2011–2015: Christian Büning
- seit 2015: Claudia Siebenweiber

## Ehrenmitglieder des BDG
- Michael Hardt, Nettetal
- Wolfgang Baum, München
- Harald Beiersdorf, Hamburg
- Reinhart Braun, Berlin
- Walter Colditz, Steinhagen
- Eduard Ege, München
- Josefine Fellmer, Oslo
- Harald Gutschow, Ratingen
- Fritz Haase, Bremen
- Hanswerner Klein, Leichlingen (Rhld.)
- Günter Gerhard Lange, Großhesselohe
- Herbert Lange, Bielefeld
- Paul Lorenz, München
- Renate Mehler, Haan
- Heinz Renz, Stuttgart
- Rudolf J. Schmitt, Berlin
- Friedrich Wilhelm Siebeke, Mettmann
- Roland Stigulinszky, Saarbrücken
- Erik Spiekermann, Bremen
- Erich Unger, Berlin
- Ewald Zeume, Bischberg[2]

## Publikationen
- Christian Büning: BDG Gründerfibel. 128 Seiten im Paperback, Werkstoff Verlag, 2. Auflage 2016, ISBN 978-3-943513-04-2.
- Christian Büning: BDG Business Basics. 96 Seiten im Paperback, Werkstoff Verlag, 2015 ISBN 978-3-943513-03-5.
- Christian Büning: BDG Entscheidungsbaum. Plakat DIN B1, Werkstoff Verlag, 2013, EAN 4260179090097.
- Jakob Maser: Das Bestiarium. Unternehmenstypen im Kommunikationsdesign. 124 Seiten im Hardcover, Werkstoff Verlag, 2014, ISBN 978-3-943513-02-8.
- Rainer Funke, Marion Godau, Christa Stammnitz (Herausgeber): Avantgarde und Mainstream: 100 Jahre Kommunikationsdesign in Deutschland. 240 Seiten im Paperback, av Edition, 2019, ISBN 978-3-89986-318-5